# Осада Майнца (1793)
Осада Майнца (нем. Belagerung von Mainz) — военная операция во время войны Первой коалиции (1792–1797), проводившаяся союзными войсками с 14 апреля по 23 июля 1793 года и закончившаяся капитуляцией французского гарнизона.

## Стратегическая ситуация
В конце марта 1793 года французские войска после поражения при Бингене были быстро отброшены в сторону Эльзаса. На Среднем Рейне в их руках остался только Майнц с Кастельским плацдармом на правом берегу Рейна. В отличие от осени прошлого года, когда Кюстин взял город, укрепления были в хорошем состоянии, склады были полны, а для обороны имелось достаточно солдат, насчитывавших около 23 000 человек.
Осадная армия, состоявшая из прусский, австрийский, саксонский, гессенский контингенты насчитывала более 32 000, а в июле более 44 000 солдат. Она была под верховным командованием прусского генерала фон Калькройта.
К середине апреля его войска замкнули кольцо осады вокруг Майнца. Оно простиралось на правом берегу Рейна от Бибриха через Эрбенхайм и Хоххайм до Гинсхайма и на левом берегу Рейна от Лаубенхайма через Хехтсхайм, Мариенборн и Финтен до Момбаха. Три корабельных моста соединяли отдельные части осадной армии, изначально не имевшей достаточно артиллерии и людей для атаки. Первоначально, пока не прибыла осадная артиллерия, между сторонами шли бои за улучшение позиций.
Осада и бомбардировка Майнца стали центральным событием для европейских газет, нашедшим отражение в многочисленных планах и взглядах. Посмотреть на «военный театр» приезжало большое количество зрителей. Иоган Вольфганг Гёте также принимал участие в осаде Майнца, находясь в окружении герцога Карла Августа Саксен-Веймарского.

## Ход осады
11 апреля гарнизон сделал вылазку на правом берегу Рейна и попытался овладеть дорогой на Висбаден, откуда должен был прибыть транспорт с боеприпасами, но неудачно. Вскоре после этого дела союзники заняли над устьем Майна разрушенный ранее ретраншемент Густавсбург и стали оттуда обстреливать острова на Рейне.

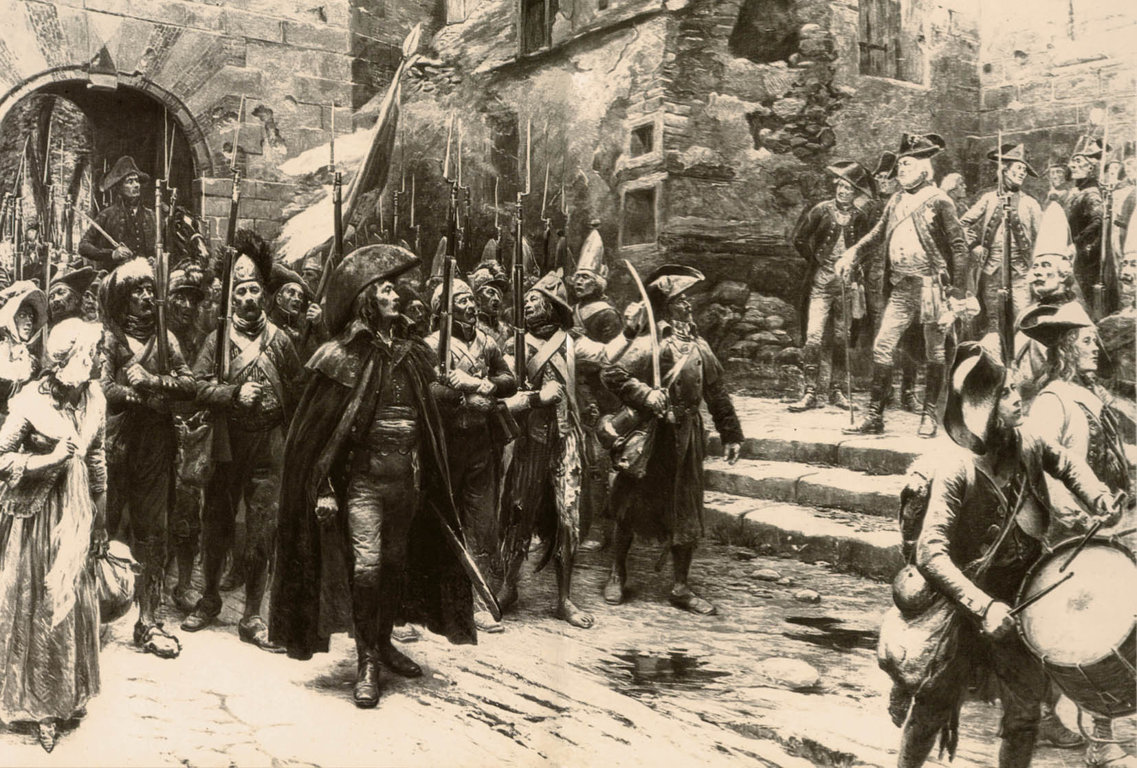
Выход французского гарнизона из Майнца

16-17 апреля войска коалиции не смогли вытеснить французов из деревни Вайзенау.
7 мая союзники овладели двумя французскими редутами у Цальбаха и Бретценхайма.
На правом берегу Рейна пруссаки и саксонцы не смогли занять Костхайм и, потеряв, 237 человек, отступили. Костхайм был занят 7 июня.
Ночью 31 мая гарнизон сделал вылазку к Мариенборну и едва не захватил Калькройта. Нанеся значительный урон войскам противника, с наступление дня французы отступили.
18 июня к Майнцу прибыли осадные орудия. На следующий день была отрыта первая параллель, 28 июня был взят Вайзену. 5 июля союзники открыли огонь по городу из 19 мортир и 45 пушек; с левого берега Майнц обстреливали 50 мортир и 97 пушек. В результате обстрелов пострадали церкви, несколько дворцов и многочисленные дома. Осаждённые отвечали слабо, так как имели всего 97 орудий.
Затем пруссаки заняли острова и разрушили мельницы, устроенные на судах, что привело к нехватке муки для выпечки хлеба.

## Результаты
Не получив поддержки извне, недостаточно обеспеченный продовольствием для гарнизона и испытывавший давление со стороны недовольных горожан французский комендант крепости генерал д'Уаре смог договориться о почётной капитуляции и свободном выводе своей армии при условии не воевать против союзников в течение года. 23 июля французы, не чувствовавшие себя побежденными, распевая «Марсельезу», вышли из крепости и направились в сторону Франции.